# 富山県専修学校一覧
富山県専修学校一覧（とやまけんせんしゅうがっこういちらん）は、富山県の専修学校の一覧。

## 公立専修学校

### 富山市
- 富山市立看護専門学校
- 富山市立市民学園富山外国語専門学校
- 富山市立富山ガラス造形研究所

## 私立専修学校

### 富山市
- 富山県理容美容専門学校
- 富山クリエイティブ専門学校
- 臼井美容専門学校
- 富山歯科総合学院
- 北陸ビジネス福祉専門学校
- 富山調理製菓専門学校
- 富山市医師会看護専門学校
- 富山大原簿記公務員医療専門学校
- 職藝学院
- 富山自動車整備専門学校
- 専門学校富山ビューティーカレッジ
- 富山リハビリテーション医療福祉大学校

### 高岡市
- 高岡第一学園幼稚園教諭・保育士養成所
- 安川専門学校ロイ・モード学院
- 富山県高岡看護専門学校

### 滑川市
- 富山医療福祉専門学校

### 射水市
- 富山情報ビジネス専門学校

### 中新川郡
- 雄山家政専修学校（休校中）